# Amt Hitzacker

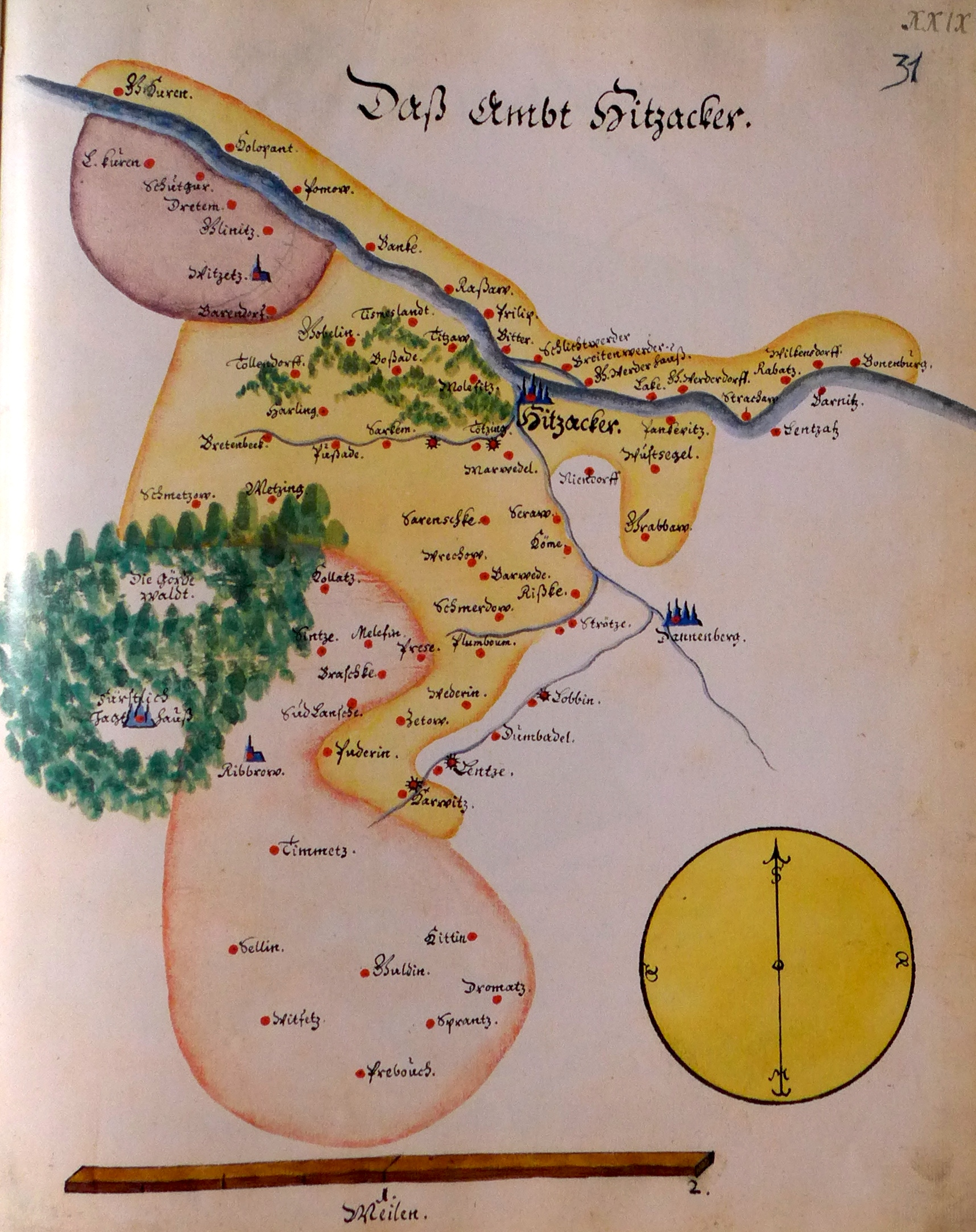
Amt Hitzacker, um 1600

Das Amt Hitzacker war ein historisches Verwaltungsgebiet des Fürstentums Lüneburg bzw. des Königreichs Hannover.

## Geschichte
Zentrum des Amtssprengels war die 1162 erstmals genannte Burg Hitzacker, die unter Heinrich dem Löwen mit welfischen Ministerialen besetzt wurde. Der für die Erhebung des Elbzolls wichtige Stützpunkt musste 1229 durch Otto das Kind an die Askanier ausgeliefert werden, war jedoch in der zweiten Hälfte des 14. Jahrhunderts wieder mit welfischen Vögten bzw. Amtmännern besetzt. Schloss und Amt waren im 15. und 16. Jahrhundert meist an die von Bülow verpfändet. Mitte des 16. Jahrhunderts lag die Verwaltung beim Amtmann von Dannenberg. 1591 wurde das Amt dem Fürstentum Dannenberg eingegliedert. 1635 wurde es vorübergehend von Wolfenbüttel aus verwaltet. 1671 fiel er zurück an die Lüneburger Herzöge.
Die Vogtei Hitzacker wird als einheitlicher Verwaltungsbezirk erstmals im Schatzregister von 1450 erwähnt und umfasste zu dieser Zeit 41 Ortschaften. 1717 bestand Hitzacker, nun als Amt Hitzacker, aus 51 Ortschaften. Diese wurden in die Überelbischen Dörfer (9 Ortschaften), die Marschdörfer (4 Ortschaften) und die Geestdörfer (38 Ortschaften) unterschieden. Für die Organisation der landesherrlichen Dienste war das Amt in Tuchten unterteilt, denen jeweils drei bis sieben Orte angehörten. Die genaue Zusammensetzung und Benennung der Tuchten änderte sich immer wieder. Innerhalb der Hoheitsgrenzen der Vogtei befanden sich im 18. Jahrhundert noch zwölf Ortschaften des Amtes Dannenberg und eine Ortschaft des Amtes Wustrow.
Nach 1844 wurde die bis dahin amtsfreie Stadt Hitzacker in das Amt eingegliedert. Bei der Trennung von Justiz und Verwaltung (1852) kam das Dorf Redemoißel an das Amt Clenze und Bellahn, Fließau und Tripkau an das Amt Dannenberg. Zugleich wurden die Gemeinden Braasche, Karwitz, Lenzen, Nausen, Quarstedt, Sammatz, Schmardau, Schmessau, Timmeitz und Zernien, die bisher eine dannenbergische Enklave bildeten, von Dannenberg nach Hitzacker umgegliedert. Das Dorf Prepow wurde vom Amt Lüchow in das Amt Hitzacker umgegliedert. 1859 wurde das Amt Hitzacker aufgehoben. Die linkselbischen Gemeinden kamen zum Amt Neuhaus, die rechtselbischen an das Amt Dannenberg.

## Umfang
Bei seiner Aufhebung (1859) umfasste das Amt Hitzacker folgende Gemeinden:
| - Bahrendorf - Braasche - Bredenbock - Breese an der Göhrde - Darzau - Dötzingen - Drethem - Glienitz - Göhrde - Govelin - Grabau - Gülden - Harlingen | - Hitzacker - Keddien - Klein Kühren - Kähmen - Karwitz - Kollase - Lenzen - Marwedel - Metzingen - Middefeitz - Nausen - Neu Darchau - Niendorf | - Penkefitz - Plumbohm - Pudripp - Pussade - Quarstedt - Riebrau - Riskau - Sammatz - Sarchem - Sarenseck - Schmardau - Schmessau - Schutschur | - Seerau - Sellien - Spranz - Tiesmesland - Tießau - Timmeitz - Tollendorf - Trepow - Wedderien - Wietzetze - Wussegel - Zernien |

- Karte mit allen verlinkten Seiten:
- OSM |
- WikiMap

## Amtmänner
- Anfang 18. Jhdt.: Johann Caspar Tormin (1693–1750), Amtmann
- Ende 18. Jahrhundert: Johann Georg Magnus (1765–1802), Amtsschreiber
- 1775–1778: Christian von Ramdohr (1745–1805), Amtsschreiber
- 1784–1791: Philipp Christian Bacmeister (1733–1799), Amtmann
- 1814–1827: Carl Otto von Plato, Drost
- 1828–1830: vakant
- (1831) 1833–1843: Anton August Cropp, Amtmann
- 1844–1848: Georg Dietrich Wilhelm von Reiche, Amtmann
- 1849–1858: Friedrich Julius Georg von dem Knesebeck, Regierungsrat